# Distretto di Kosiv
Il distretto di Kosiv (in ucraino Косівський район?, Kosivs'kyj rajon) è un distretto nell'oblast' di Ivano-Frankivs'k in Ucraina. Il suo centro amministrativo è la città di Kosiv. Ha una popolazione di 83 700 abitanti.
Il 18 luglio 2020, come parte della riforma amministrativa dell'Ucraina, il numero di distretti dell'oblast' di Ivano-Frankivs'k  è stato ridotto a sei e l'area del distretto di Kosiv è stata notevolmente ampliata.